# ФК Волињ Луцк
ФК Волињ Луцк (укр. ФК «Волинь» Луцьк) је украјински професионални фудбалски клуб из Луцка, који се такмичи у Премијер лиги Украјине.